# Bloch MB.200

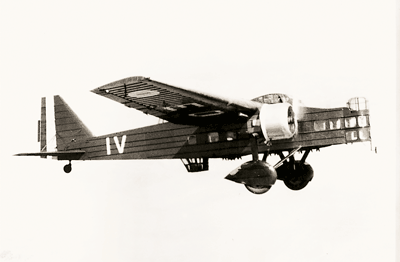
Aero MB 200

MB.200 là một loại máy bay ném bom của Pháp trong thập niên 1930, được thiết kế và phát triển bởi hãng Societé des Avions Marcel Bloch. Trên 200 chiếc MB.200 đã được chế tạo cho không quân Pháp, ngoài ra nó được cấp giấy phép để sản xuất tại Tiệp Khắc, nhưng nó sớm trở nên lỗi thời và phần lớn đã bị thải loại ngay khi Chiến tranh thế giới II nổ ra.

## Biến thể
MB.200.01
Mẫu thử duy nhất
MB.200B.4
Phiên bản sản xuất – 2 động cơ Gnome-Rhône 14Kirs
MB.201
Dùng 2 động cơ Hispano-Suiza 12Ybrs
MB.202
Dùng 4 động cơ Gnome-Rhône 7Kdrs
MB.203
2 động cơ Clerget 14F

## Quốc gia sử dụng
BulgariaKhông quân Bulgaria
 Tiệp KhắcKhông quân Tiệp Khắc
 PhápArmée de l'Air
 GermanyLuftwaffe
 Cộng hòa Tây Ban NhaKhông quân Cộng hòa Tây Ban Nha

## Tính năng kỹ chiến thuật (MB.200B.4)

### Đặc điểm riêng
- Tổ lái: 4
- Chiều dài: 16 m (52 ft 6 in)
- Sải cánh: 22,45 m (73 ft 8 in)
- Chiều cao: 3,9 m (12 ft 10 in)
- Diện tích cánh: 62,5 m2 (673 sq ft)
- Trọng lượng rỗng: 4.300 kg (9.480 lb)
- Trọng lượng cất cánh tối đa: 7.480 kg (16.491 lb)
- Động cơ: 2 × Gnome-Rhône 14Kirs, 649 kW (870 hp) mỗi chiếc

### Hiệu suất bay
- Vận tốc cực đại: 285 km/h (177 mph; 154 kn)
- Tầm bay: 1.000 km (621 mi; 540 nmi)
- Trần bay: 8.000 m (26.247 ft)
- Vận tốc lên cao: 4,33 m/s (852 ft/phút)

### Vũ khí
- 3 súng máy MAC 1934 7,5 mm (0.295 in)
- 1.200 kg (2.646 lb) bom